# Área metropolitana de Badajoz
El Área Metropolitana de Badajoz es una aglomeración urbana transfronteriza formada por los municipios que tienen como núcleo funcional y de servicios a la ciudad de Badajoz. Está localizada al suroeste de la península ibérica, en la provincia de Badajoz, entre las regiones de Extremadura en España y el Alentejo en Portugal. Cuenta con una población aproximada de unos 292 950 habitantes.
Es importante señalar que no es una entidad oficial, sino que se define de facto según la definición de área metropolitana y de varios estudios sociológicos y demográficos, basados en la funcionalidad y la dependencia económica y de servicios de los municipios con respecto a la ciudad de Badajoz. Además, debido a las características demográficas y a la amplia extensión de la provincia de Badajoz, algunos municipios situados a considerable distancia de la capital forman parte de esta área, ya que no existen otras áreas metropolitanas más cercanas que puedan satisfacer sus necesidades económicas o de servicios.

## Municipios
El Área Metropolitana de Badajoz está formada por un total de 41 municipios:
| Municipio                 | País     | Población (aprox.) | Extensión (km²) | Distancia a Badajoz (km) |
| ------------------------- | -------- | ------------------ | --------------- | ------------------------ |
| Badajoz                   | España   | 150,000            | 1,470           | 0                        |
| Olivenza                  | España   | 12,000             | 430             | 24                       |
| La Albuera                | España   | 2,000              | 54              | 20                       |
| Talavera la Real          | España   | 5,500              | 63              | 15                       |
| Valverde de Leganés       | España   | 4,000              | 83              | 22                       |
| Pueblonuevo del Guadiana  | España   | 2,300              | 8               | 27                       |
| Valdelacalzada            | España   | 2,500              | 24              | 25                       |
| Guadiana                  | España   | 2,500              | 31              | 24                       |
| Alburquerque              | España   | 5,300              | 723             | 46                       |
| Almendral                 | España   | 1,200              | 93              | 33                       |
| Torre de Miguel Sesmero   | España   | 1,100              | 68              | 30                       |
| Lobón                     | España   | 2,700              | 45              | 31                       |
| Puebla de la Calzada      | España   | 6,000              | 14              | 35                       |
| Montijo                   | España   | 15,000             | 134             | 34                       |
| Nogales                   | España   | 700                | 49              | 38                       |
| Entrín Bajo               | España   | 500                | 21              | 43                       |
| Entrín Alto               | España   | 500                | 11              | 43                       |
| Solana de los Barros      | España   | 2,600              | 98              | 46                       |
| Cheles                    | España   | 1,200              | 47              | 51                       |
| Santa Marta               | España   | 4,200              | 104             | 43                       |
| Alconchel                 | España   | 1,800              | 294             | 50                       |
| Táliga                    | España   | 650                | 41              | 56                       |
| Barcarrota                | España   | 3,600              | 136             | 48                       |
| Salvaleón                 | España   | 1,700              | 94              | 52                       |
| Oliva de la Frontera      | España   | 5,500              | 192             | 74                       |
| Valencia del Mombuey      | España   | 600                | 93              | 82                       |
| Burguillos del Cerro      | España   | 3,200              | 187             | 80                       |
| Zahínos                   | España   | 2,900              | 70              | 83                       |
| La Parra                  | España   | 1,300              | 113             | 53                       |
| Salvatierra de los Barros | España   | 1,700              | 106             | 46                       |
| Higuera de Vargas         | España   | 1,900              | 179             | 67                       |
| Villanueva del Fresno     | España   | 3,100              | 390             | 73                       |
| Torremayor                | España   | 1,200              | 19              | 30                       |
| La Roca de la Sierra      | España   | 1,300              | 110             | 44                       |
| San Vicente de Alcántara  | España   | 5,500              | 275             | 56                       |
| La Morera                 | España   | 800                | 65              | 38                       |
| La Codosera               | España   | 2,200              | 140             | 62                       |
| Corte de Peleas           | España   | 1,200              | 25              | 36                       |
| Elvas                     | Portugal | 20,000             | 631             | 20                       |
| Campo Maior               | Portugal | 8,000              | 247             | 28                       |
| Arronches                 | Portugal | 3,000              | 314             | 39                       |
| TOTAL                     |          | 292,950            | 7,291 km²       |                          |